# Orfanotrofio dei Martinitt
L'orfanotrofio dei Martinitt è un'istituzione assistenziale italiana, con sede a Milano, fondata nel XVI secolo da san Girolamo Emiliani.

## Storia
San Girolamo Emiliani, figlio di un senatore veneziano, dopo la propria liberazione dalla prigionia di guerra (da lui ritenuta miracolosa), rientrò a Venezia, devolvette tutti i suoi averi ai poveri e radunò tutti gli orfani in una sua proprietà lagunare. Attorno a lui si formò un ordine religioso, quello dei Somaschi, dedicato alla cura degli orfani. Nuclei di orfani furono raccolti anche in altre città, inclusa Milano dove si narra che "quell'illustre filantropo raccogliesse i poveri fanciulli orfani, derelitti, e vagabondi di Milano, e li ricettasse dapprima in un locale situato nelle vicinanze della Chiesa di S. Sepolcro; in seguito in un altro a mezzo la via del Crocifisso, là dove sorgeva poi il Rifugio di Santa Maria Egiziaca ora demolito".
Della cosa venne a conoscenza il duca di Milano Francesco II, il quale si fece patrono dell'iniziativa e nel 1532 offrì la possibilità di radunare gli orfani milanesi in un locale in via del Giardino (l'attuale via Manzoni, all'angolo con via Morone). A quel locale era annesso un oratorio, costruito nel 1529 e consacrato in onore di San Martino di Tours. Il linguaggio popolare associò le due istituzioni: i ragazzi orfani vennero chiamati Martinitt (al singolare, Martinin) e l'oratorio divenne "San Martino degli Orfani".
L'organizzazione delle orfanelle venne invece presa sotto la protezione di san Carlo Borromeo, che diede loro una prima sede in uno stabile a lato della chiesa di Santa Caterina. Le orfanelle presero il nomignolo di "stelline", dal nome del monastero dell'ordine delle monache benedettine di Santa Maria della Stella, che agli inizi del XVII secolo il cardinale Federico Borromeo fece modificare dall'architetto Fabio Mangone affinché potesse venire usato come loro sede. L'orfanotrofio femminile rimarrà ospitato in quei locali fino alla sua chiusura nel 1971.
Nel 1772 i Martinitt lasciarono via Manzoni e si trasferirono, su disposizione di Maria Teresa d'Austria, nell'area del convento di San Pietro in Gessate. In questa nuova sede i ragazzi sarebbero potuti rimanere fino ai 18 anni e imparare un mestiere.
Quando Napoleone prese Milano nel 1796, trasformò la sede di San Pietro in ospedale militare. I Martinitt allora si trasferirono in alcuni locali di Brera e poi nell'ex convento di San Francesco Grande. Nel 1803 i Martinitt tornarono nella vecchia sede di via Manzoni, che li vide, nel 1848, come staffette degli insorti negli scontri delle Cinque giornate di Milano, spostandosi da una barricata all'altra.
Nel 1931 fu aperta la nuova grande sede dell'istituto in via Pitteri, allora in aperta campagna.
L'Ente è stato trasformato dal 1971 in Azienda di servizi alla persona Istituti Milanesi Martinitt e Stelline e Pio Albergo Trivulzio.
Il 19 gennaio del 2009 è stato inaugurato il Museo Martinitt e Stelline, dedicato agli orfani milanesi.

## Il Teatro Martinitt
Nel 2010 la società La Bilancia ha vinto il bando di gara per il teatro annesso alla struttura, in disuso dalla metà degli anni Settanta. Dopo alcuni lavori di ristrutturazione, il Teatro Martinitt ha riaperto nell'ottobre dello stesso anno con una stagione dedicata alla commedia contemporanea. A partire dal 2015 La Bilancia ha arricchito il servizio culturale, affiancando al teatro anche il cinema.

## Banda dei Martinitt

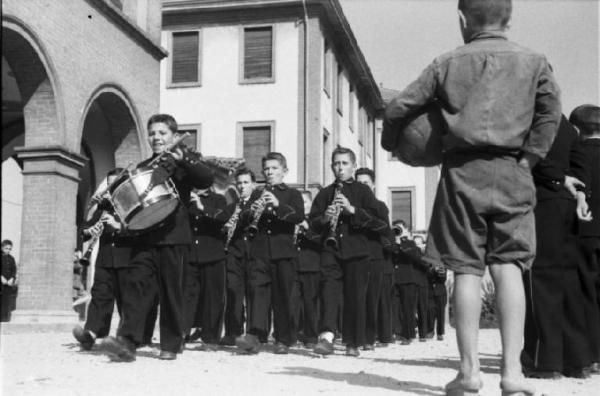
Banda dei Martinitt, foto di Federico Patellani, 1946

Il corpo musicale La Banda de I Martinitt nasce nel 1861 ed è tuttora operativa, presso l’Istituto Martinitt, per educare i giovani ospiti allo studio di uno strumento e, solo dopo aver raggiunto un livello ottimale, permettere all’allievo di entrare nelle file del Gruppo musicale.
Nel corso della storia La Banda ha vissuto adeguandosi al contesto di ogni epoca sociale e politica. Dal 1988 non è più riservata agli studenti dell'orfanotrofio, ma "si compone di laureati e diplomati strumentisti, studenti del Conservatorio e studenti di Licei musicali, selezionati tramite bando di concorso, indetto dal Consiglio d’Amministrazione dell’Istituto Martinitt e Stelline e Pio Albergo Trivulzio".

## Martinitt celebri

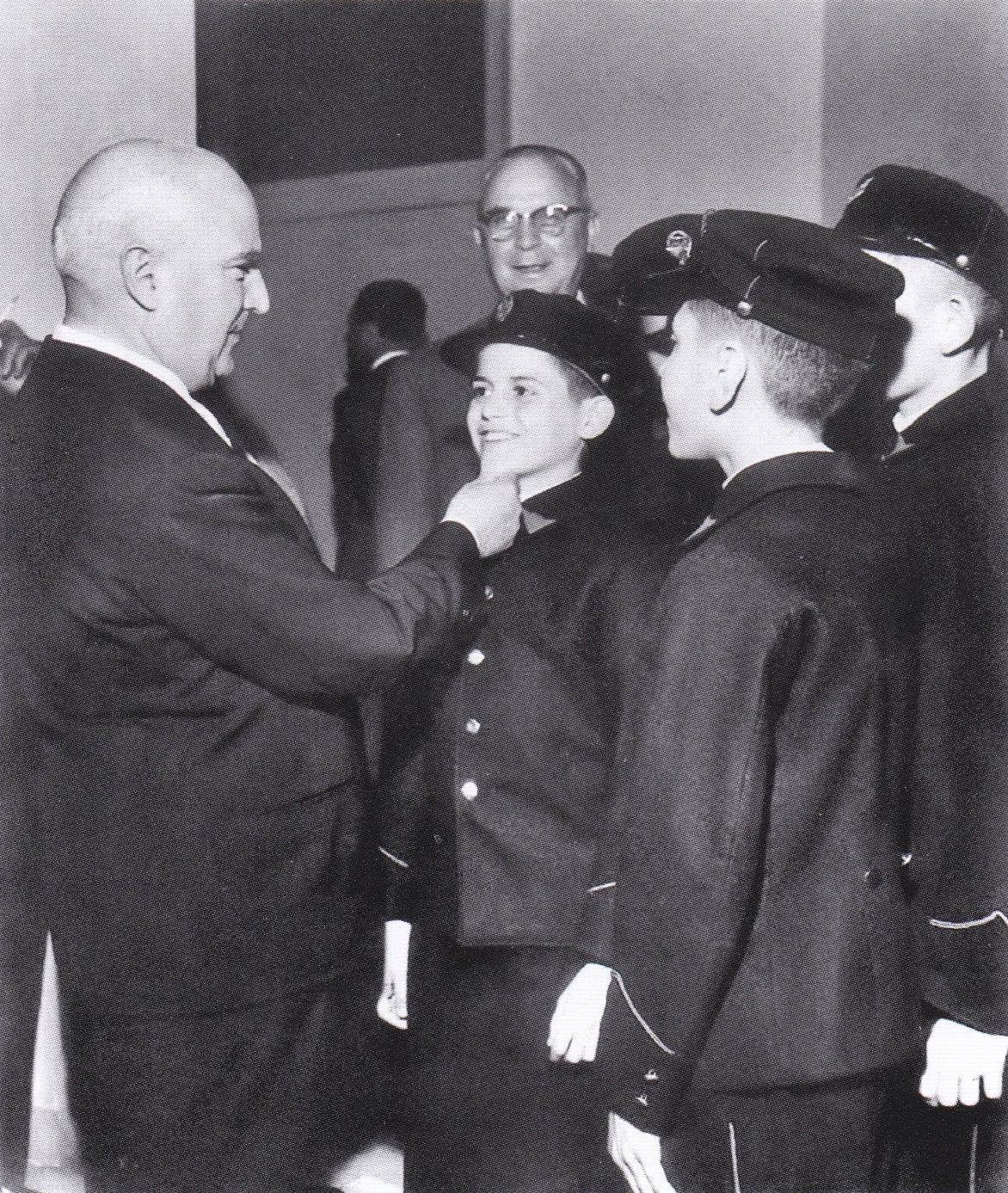
Angelo Rizzoli in visita ai Martinitt a Milano, anni sessanta

- Angelo Rizzoli, fondatore dell'omonima casa editrice Rizzoli Editore
- Leonardo Del Vecchio, fondatore di Luxottica, che produce e commercializza occhiali
- Edoardo Bianchi, fondatore dell'omonima azienda produttrice di biciclette e automobili F.I.V. Edoardo Bianchi
- Roberto Cozzi, medaglia d'oro al valor militare nella prima guerra mondiale, caduto nella battaglia dei Tre Monti